# Ливезиле (Ваља Маре)
Ливезиле (рум. Livezile) насеље је у Румунији у округу Дамбовица у општини Ваља Маре. Oпштина се налази на надморској висини од 217 m.

## Становништво
Према подацима из 2002. године у насељу је живело 410 становника, од којих су сви румунске националности.